# Законодавча процедура та законодавчі інституції в УНР
Законодавча процедура та законодавчі інституції в Українській Народній Республіці 1917—1918 — встановлений Українською Центральною Радою порядок підготовки, розгляду, обговорення, голосування, оприлюднення та інших дій, пов'язаних із проходженням законопроєктів і набуттям ними чинності. Законодавча процедура відпрацьовувалася УЦР поступово, в міру нагромадження нею державотворчого практичного досвіду та створення відповідної нормативно-правової бази. В червні 1917 в УЦР започатковано практику заснування спеціальних комісій для підготовки проєктів нормативних актів. Останні мали подаватися разом з відповідною супровідною запискою. В листопаді 1917 Мала Рада (див. Комітет Української Центральної Ради) спочатку обрала комісію з 25 чл. УЦР для розгляду законопроєктів, які вноситимуться урядом до парламенту в терміновому порядку, а через кілька днів – постійну комісію законодавчих внесень у складі 6 представників Української соціал-демократичної робітничої партії, 6 представників Української партії соціалістів-революціонерів, 3 представників Української партії соціалістів-федералістів і по одному представникові від меншовиків, Партії соціалістів-революціонерів, Бунду, Об'єднаної єврейської соціалістичної робітничої партії, Поалей Ціону, Народно-соціалістичної (трудової) партії та Польської соціалістичної партії (лівиці). 19 листопада Мала Рада затвердила тимчасовий порядок опублікування законів, а 25 листопада – Закон про виключне право УЦР видавати законодавчі акти Української Народної Республіки.
Останній можна вважати своєрідним законом про правонаступництво, бо, крім виключного й неподільного права УЦР ухвалювати закони для УНР, ним встановлювалося, що на території України діють усі закони та постанови, видані до 27 жовтня 1917, якщо вони не змінені чи не скасовані універсалами й іншими нормативними актами УЦР (див. Універсали Української Центральної Ради). Це ж стосувалось і розпоряджень російського уряду.
До серпня 1917 найважливіші нормативні документи – універсали, декларації, постанови, ухвали, рішення, резолюції, закони тощо – приймалися на щомісячних зборах або сесіях Великої Ради (тобто всім складом УЦР) простою більшістю голосів. Від 2-ї пол. серпня 1917 до січня 1918 акти, що мали силу законів, а згодом і власне закони ухвалювались як Великою, так і Малою Радою, а від лютого по квітень 1918 – тільки Малою Радою, яка з серпні 1917 повинна була діяти за спеціально запровадженим регламентом. Законодавчі акти могли розглядатися за наявності не менше ²/3 складу Малої Ради, але на практиці, особливо в березні–квітні 1918, цього правила не дотримувалися. Регламент передбачав і обов'язковий попередній розгляд законопроєктів відповідними комісіями, роздачу їх усім членам Ради до засідання та обов'язкове обговорення проєктів після доповіді комісії. В квітні 1918 Рада народних міністрів Української Народної Республіки (РНМ УНР) дещо формалізувала процес проходження законів. Постанову чи законопроєкт повинні були надсилати до канцелярії РНМ УНР за 2–3 дні до початку того засідання, на якому вони мали розглядатись. Якщо питання стосувалися фінансових справ, то відповідні проєкти попередньо погоджувалися з міністерством фінансів і державним контролером. Кожний проєкт мав містити посилання на чинні закони та норми, а також на думку керівників міністерств щодо скасування старих законів або внесення до них певних змін. Такі документи розмножували в кількості 20 примірників (коли вони надсилалися до РНМ УНР) і 50 прим. (коли надсилалися до УЦР) для того, щоб канцелярія могла вчасно забезпечити ними зацікавлених посадових осіб. Закони підписували голова УЦР або один із його товаришів (заступників), один із секретарів УЦР, а стверджував підписи генеральний писар (див. Державний секретар) або той, хто виконував його обов'язки.
Оприлюднювалися закони у газеті "Вісті з Української Центральної Ради" (квітень–листопад 1917), потім – у "Віснику Генерального Секретаріату Української Народньої Республіки" (листопад 1917 – січень 1918), а згодом – у "Віснику Ради Народних Міністрів Української Народньої Республіки" (січень–травень 1918; див. "Вісник Генерального секретаріату України"). Часто закони друкувалися у вигляді витягів із протоколу засідання УЦР. Конституція Української Народної Республіки 1918 (прийнята в останній день перебування УЦР при владі – 29 квітня 1918) передбачала, що законодавча влада зосереджуватиметься в руках Всенародних зборів, а законодавча ініціатива належатиме Президії Всенародних зборів, фракціям та іншим об'єднанням депутатів, урядові, самоврядним місцевим установам та безпосередньо українським громадянам, які могли внести той чи той законопроєкт, зібравши під ним 100 тис. підписів.

## Директорія УНР
Прийшовши до влади наприкінці 1918, Директорія УНР відразу перебрала на себе законодавчі функції, що згодом було підтверджено Трудовим конгресом України. Проєкти законів і постанов, підготовлені у відповідних відомствах, подавалися безпосередньо голові Кабінету народних міністрів (крім голови Ради народних міністрів Української Народної Республіки (РНМ УНР), до складу Кабінету входили міністри закордонних, земельних, внутрішніх, фінансових справ і народного господарства). Ці проєкти розглядалися або Кабінетом, або Радою народних міністрів (у складі членів Кабінету, керівників ін. міністерств, державного контролера та державного секретаря), редагувалися Державною канцелярією та підписувалися головою Кабінету й відповідним міністром. Після цього голова Кабінету та державний секретар доповідали текст закону Директорії, яка затверджувала його іменем УНР. Закон, підписаний головою, членами та чл.-секретарем Директорії УНР, засвідчував державний секретар.
У надзвичайних випадках закони та постанови видавалися безпосередньо Директорією без попередньої ухвали Кабінету чи Ради народних міністрів і посвідчувалися керуючим справами Директорії. Публікувала закони і постанови Державна канцелярія переважно у "Вістнику державних законів для всіх земель Української Народньої Республіки" та деяких ін. газетах. Часто це робилося з великим запізненням, а тому значна кількість нормативних актів оприлюднювалася шляхом поширення їх телеграфом. Наприкінці свого існування Директорія УНР ухвалила Закон про тимчасове верховне управління, яким законодавча влада покладалася на Державну народну раду, що мала схвалювати законопроєкти, підготовлені урядом, а голова Директорії лише затверджував закони.